# Гюльнар Аліфага кизи Салманова
Гюльнар Аліфага кизи Салманова (24 липня 1956 — 24 жовтня 2015) — радянська та азербайджанська акторка. У 1981 році закінчила Азербайджанський державний інститут мистецтв (факультет комедії). Заслужена артистка Азербайджану (2001).

## Вибіркова фільмографія
- Вибач (1983)
- Біль не закінчується (2009)